# Герцюк Тарас Пахомович
Тарас Пахомович Герцю́к  (22 жовтня 1919, Старі Кути — 30 березня 1989, Чернівці) — український радянський різьбяр і педагог; член Спілки радянських художників України з 1977 року. Заслужений майстер народної творчості УРСР з 1965 року.

## Біографія
Народився 22 жовтня 1919 року в селі Старих Кутах (нині Косівський район Івано-Франківської області, Україна). У 1932—1935 роках навчався у Косові у приватній художній школі різьби по дереву Василя Девдюка; у 1935—1937 роках працював у його майстерні.
У Червоній армії з 20 жовтня 1940 року. Учасник німецько-радянської війни. Служив у 25-й стрілецькій дивізії, мав військове звання майора.
Протягом 1947—1949 років працював викладачем; у 1949—1951  — директором Чернівецького ремісничого училища № 5. Помер у Чернівцях 30 березня 1989 року.

## Творчість
Працював у галузі художньої обробки дерева і металу:
- з дерева виготовляв різьблені та інкрустовані різньокольововим деревом, бісером, перламутром, металом тарілки, барильця, скриньки, альбоми, письмове приладдя;
- з металу виготовляв оздоблені гравіюванням, інкрустацією топірці, лускоріхи, келихи, оздоблені гравіруванням, жіночі прикраси.

Серед робіт:
- портрети Володимира Леніна (1951, 1970, інтарсія);
- портрети Тараса Шевченка (1954, 1964, рельєфне різьблення);
- герб Чернівців;

тарелі
- «Радянська Україна» (1957);
- «Свято» (1967);
- «Жовтневий салют» (1977);
- «Частівниця» (1980);
- «Зірка» (1984);

Учасник всесоюзних виставок з 1960 року, всеукраїнських — з 1970 року. У 1967 році нагороджений дипломами 1-го ступеня Всесоюзного та 2-го ступеня Всеукраїнського фестивалів самодіяльного мистецтва. У 1995 році у Чернівцях проведено персональну посмертну виставку майстра. 
Твори зберігаються у музеях Чернівців, Києва, зокрема фондах Чернівецького обласного художнього музею зберігається шість його робіт, серед яких: таріль декоративний, ваза (частівниця), таріль «Тарас Шевченко», приклад рушниці, кулон «Ромашка», таріль «Жовтневий салют».
Автор книги «Народження краси» (Ужгород, 1985). 